# Los Pozos, Mazatlán
Los Pozos är en ort i Mexiko.   Den ligger i kommunen Mazatlán och delstaten Sinaloa, i den centrala delen av landet, 800 km nordväst om huvudstaden Mexico City. Los Pozos ligger 12 meter över havet och antalet invånare är 102.
Terrängen runt Los Pozos är platt, och sluttar söderut. Runt Los Pozos är det glesbefolkat, med 13 invånare per kvadratkilometer. Närmaste större samhälle är Mazatlán, 17,3 km väster om Los Pozos. I omgivningarna runt Los Pozos växer huvudsakligen savannskog.